# ویکی‌پدیای نروژی نو
ویکی‌پدیای نروژی نو یا ویکی‌پدیای نینورسکی یا نونورسکی (نونوشکی)، نسخهٔ زبان نروژی نو (نونورسکی) وبگاه ویکی‌پدیا است. (زبان نروژی دارای دو گونهٔ بوکمُلی (no) و نینورسکی (نونورسکی) (nn) است و ویکی‌پدیا برای هرکدام یک نسخهٔ خاص دارد) زبان نینورسکی تا ۲۲ مهٔ ۲۰۱۱ ازنظر تعداد مقالات در ردهٔ چهل‌وپنجم ویکی‌پدیاها قرار داشته‌است.